# Le cause dell'avvocato O'Brien
Le cause dell'avvocato O'Brien (The Trials of O'Brien) è una serie televisiva statunitense in 22 episodi trasmessi per la prima volta nel corso di una sola stagione dal 1965 al 1966.
È una serie del genere giudiziario incentrata sui casi affrontati dall'avvocato newyorkese Daniel O'Brien (interpretato da Peter Falk) assistito dalla sua segretaria Miss G e "infastidito" dalla sua ex-moglie Katie.

## Personaggi e interpreti
- Daniel O'Brien (22 episodi, 1965-1966), interpretato da Peter Falk.
- Katie (5 episodi, 1965-1966), interpretata da Joanna Barnes.
- Miss G (4 episodi, 1965-1966), interpretata da Elaine Stritch.
- Giudice (3 episodi, 1965), interpretato da Edgar Stehli.

### Guest star
Tra le guest star: Pierre Olaf, Ludwig Donath, George Coulouris, Gene Hackman, Angela Lansbury, Barnard Hughes, Kenneth Mars, Murray Hamilton, Kathy Cody, Vincent Gardenia, Ned Glass, Robert Blake, Herschel Bernardi, Tony Musante, Albert Dekker, Charles Dierkop, Buddy Hackett, Martyn Green, Phil Foster, Marian Hailey, Roger Moore, Michael Constantine, Reni Santoni, Tammy Grimes, Jennifer West, David Doyle, Theodore Bikel, Lou Jacobi, Alice Ghostley, Simon Oakland.

## Produzione
La serie, ideata da Gene Wang, fu prodotta da Filmways Pictures, Mayo Productions e O'Brien Company e girata nei Filmways Studios a New York. Le musiche furono composte da Sid Ramin.

### Registi
Tra i registi della serie sono accreditati:
- Abner Biberman in 4 episodi (1965-1966)
- Stuart Rosenberg in 4 episodi (1965-1966)
- Lawrence Dobkin in 2 episodi (1965-1966)
- Paul Bogart in 2 episodi (1965)
- Robert Gist in 2 episodi (1965)
- Bernard L. Kowalski in 2 episodi (1965)
- Richard Donner

### Sceneggiatori
Tra gli sceneggiatori della serie sono accreditati:
- Gene Wang in 22 episodi (1965-1966)
- George Bellak in 6 episodi (1965-1966)
- Robert Van Scoyk in 4 episodi (1965-1966)
- Robert J. Crean in 2 episodi (1965-1966)
- David Ellis in 2 episodi (1965-1966)
- Irving Gaynor Neiman in 2 episodi (1965)

## Distribuzione
La serie fu trasmessa negli Stati Uniti dal 18 settembre 1965 al 27 maggio 1966 sulla rete televisiva CBS. In Italia è stata trasmessa con il titolo Le cause dell'avvocato O'Brien.
Alcune delle uscite internazionali sono state:
- negli Stati Uniti il 18 settembre 1965 (The Trials of O'Brien)
- in Finlandia (O'Brienin jutut)
- in Italia (Le cause dell'avvocato O'Brien)

## Episodi
| Stagione       | Episodi | Prima TV USA |
| -------------- | ------- | ------------ |
| Prima stagione | 22      | 1965-1966    |